# Artaxerxes II
Ársaces ou Artaxerxes II Mnemon depois da subida ao trono (ca. 436 a.C. — 358 a.C. ou 424 a.C. - 359 a.C.), foi um xá aquemênida, filho de Dario II, começou a reinar em 404 a.C., quando, na Grécia, Atenas era derrotada na Guerra do Peloponeso e reinou até à sua morte em 358 a.C. Foi casado com a princesa Estatira. Ele viveu noventa e quatro anos, e foi rei por sessenta e dois.
Ele era filho de Dario II e Parisátide, filha de Artaxerxes I. Dario e Parisátide tiveram quatro filhos, Artaxerxes II, o mais velho, Ciro, que ganhou este nome em honra de Ciro, o Grande, cujo nome, segundo Plutarco, é a palavra persa para Sol, Ostanes e Oxatres. O nome de Artaxerxes II, segundo Plutarco, era Arsicas, ou, segundo Deinon, citado por Plutarco, Oarses.
Durante seu governo, várias províncias do Império Aquemênida se rebelaram, mas Artaxerxes soube sufocar tais insurreições: Babilônia, Egito e reconquistou as regiões da Jônia (litoral da Anatólia) perdidas durante a Paz de Susã, firmadas em 448 a.C., durante o reinado de Artaxerxes I.
Artaxerxes II teve vários filhos, dentre os quais Dario, Oco, Atossa e Ariaspes. De acordo com o genealogista inglês William Berry, Dario, Ariaspes e Oco eram filhos de Estatira.
Ele foi antecedido por Dario II e foi sucedido por Oco  (Artaxerxes III).

## Revolta de Ciro, o Jovem
Durante o seu reinado, Artaxerxes teve que enfrentar a revolta de seu irmão, Ciro, o Jovem.

## Casamentos
Após a morte de sua esposa Estatira, Artaxerxes ficou apaixonado por sua filha Atossa, e, por sugestão de sua mãe Parisátide, casou-se com ela, tornando-a sua esposa legítima.
Ele também se casou com outra filha, Amástris. Amástris, filha de Artaxerxes, havia sido prometida em casamento a Tiribazo mas depois virou esposa de Artaxerxes II; em seguida Artaxerxes havia prometido Atossa a Tiribazo, mas Artaxerxes também rompeu o acordo e se casou com Atossa.

## Conspiração de seu filho Dario
Dario, o filho mais velho, foi nomeado sucessor quando tinha 50 anos de idade.
Oco, mais novo que Dario, pretendeu obter a sucessão, usando sua irmã Atossa. Oco, porém, conseguiu o favor de Atossa, prometendo torná-la sua esposa e dividir o poder com ela após a morte do pai; segundo algumas versões, Oco tinha um caso com Atossa mesmo antes da morte de Artaxerxes II.
De acordo com o costume dos persas, quando um sucessor era nomeado, ele tinha o direito a um pedido, e Dario pediu Aspásia, que havia sido a favorita de Ciro, o Jovem, e agora era uma concubina do rei. Este pedido era ofensivo, pois o bárbaros eram muito ciumentos de suas mulheres, mesmo Artaxerxes II tendo sua filha Atossa por esposa e 360 concubinas. Artaxerxes respondeu que Aspásia era uma mulher livre, e poderia escolher quem ela quisesse, e ela escolheu Dario; Artaxerxes entregou Aspásia para Dario, mas logo depois pegou-a de volta, colocando-a como sacerdotisa de Ártemis em Ecbátana, para que ela ficasse casta o resto da vida, como punição para Dario.
Dario ficou ressentido, ou por desejo por Aspásia, ou por ter sido ofendido pelo rei, e ainda foi inflamado por Tiribazo, que dizia que ter uma tiara na cabeça não significava nada sem ter tomar conta dos negócios do estado e enquanto seu irmão menor tomava conta do estado através do harém.
Dario e Tiribazo conspiraram contra Artaxerxes, mas um eunuco soube da trama e contou a Artaxerxes. Tiribazo' estava ressentido com Artaxerxes II por causa de Amástris. Artaxerxes foi sábio, e preparou uma cilada para os conspiradores, que foram reconhecidos e descobertos.
Tiribazo foi morto pelos guardas, mas Dario e seus filhos foram levados a julgamento. Plutarco menciona duas versões, em uma delas, o executor cortou a cabeça de todos mas não quis cortar a cabeça do filho do rei, apenas executando Dario após ser ameaçado; em outra versão, Dario foi julgado pelo próprio pai, pediu perdão, mas foi morto a golpes de cimitarra pelo pai.

## Sucessão
Oco ainda tinha receios de Ariaspes, o último filho legítimo de Artaxerxes, e de Arsames, filho ilegítimo. Ariaspes era mais novo que Oco, mas por ser moderado e humano, era considerado digno de ser rei pelos persas, e Arsames era considerado sábio, e era amado por seu pai. Oco induziu Ariaspes a se suicidar, fazendo-o acreditar que Artaxerxes o executaria de forma cruel, e Arsames foi assassinado por Arpates, filho de Teribazo.
Após a morte dos filhos, Artaxerxes II, que tinha 94 anos e havia reinado por 62, morreu de tristeza, sendo sucedido por Oco  (Artaxerxes III).